# Paul Washer
Paul David Washer (nascido em 11 de setembro de 1961) é um pastor batista, missionário, escritor, advogado novo calvinista  americano.
Washer é fundador, diretor e coordenador de Missões da "Sociedade Missionaria HeartCry", que apoia o trabalho missionário em mais de 30 países, também é pregador itinerante pela Convenção Batista do Sul.

## Biografia
Paul Washer se converteu ao cristianismo enquanto estudava advocacia em leis petroleiras na Universidade do Texas. Depois de terminada a faculdade, ele estudou no Seminário Teológico Batista do Sul, obtendo o título de Mestre em Divindade. Pouco tempo depois ele foi enviado como missionário no Peru.
Ele passou 10 anos no campo missionário no Peru, onde ele fundou a "Sociedade Missionaria HeartCry" pra dar suporte a obra missionária no país. Hoje, a HeartCry mantem cerca de 160 missões que trabalham principalmente com indígenas em mais de 20 países da Europa, América do Sul, África, Asia e Oriente Médio. Ele frequentemente ministra na primeira Igreja Batista de Muscle Shoals (Alabama) e é um reconhecido escritor de livros como O único Deus verdadeiro, Um estudo bíblico da doutrina de Deus, A verdade sobre o homem e O poder e a mensagem do evangelho.
Ele atualmente mora em Muscle Shoals (Alabama) e está casado com Charo Washer e com ela teve 3 filhos: Ian, Evan e Rowan Washer.
Em 2017 teve um ataque cardíaco não fatal, e em 2023 passou por uma cirurgia de ponte de safena.

## Pregações e Teologia
As pregações de Paul Washer seguem a linha reformada do novo calvinismo e estão enfocadas no evangelismo, na leitura e meditação da Bíblia e na doutrina da certeza da salvação. Denuncia também práticas e doutrinas de outras vertentes cristãs que, em sua perspectiva, contrariam os ensinos bíblicos.
Teologicamente adere à doutrina da salvação pelo Senhorio, ao complementarismo hierárquico e rejeição da glossolalia pentecostal.

## Obras em português
- (2012) O Verdadeiro Evangelho (Editado por Yago Martins)
- (2012) O Poder do Evangelho e Sua Mensagem
- (2013) O Chamado ao Evangelho e a Verdadeira Conversão
- (2014) Segurança e Advertências do Evangelho
- (2018) O evangelho de Deus & o Evangelho do homem